# Міністерство регіонального розвитку, лісівництва та водокористування Хорватії
Міністерство регіонального розвитку, лісівництва та водокористування Республіки Хорватії (хорв. Ministarstvo regionalnog razvoja, šumarstva i vodnoga gospodarstva Republike Hrvatske) — міністерство в уряді Хорватії, яке виконувало адміністративні та інші завдання, пов'язані з:
- плануванням, здійсненням і координацією політики регіонального розвитку та створенням комплексної системи програмування, управління та фінансування регіонального розвитку
- сприянням розвиткові районів, які відстають від середнього показника по країні, шляхом планування, організування, реалізації та нагляду за будівництвом, осучасненням та перебудовою комунальної і соціальної інфраструктури та інших об'єктів
- заохоченням розвитку транскордонного, транснаціонального та міжрегіонального співробітництва та підготовкою багаторічних і однорічних стратегічних і оперативних документів на користування коштами з фондів для кандидатів на вступ до Європейського союзу та інших міжнародних джерел фінансування, що виділяються на регіональний розвиток
- пропонуванням і координацією здійснення державних заохочувальних заходів і регіональних програм та проєктів розвитку, а також контролем за їхнім впровадженням та оцінкою їхніх наслідків
- узгодженням усієї діяльності, пов'язаної з гармонізацією з ЄС регіональної політики та управління структурними інструментами
- співпрацею і координацією з місцевими (регіональними) органами влади в Хорватії та з іншими учасниками і суб'єктами заходів необхідних при підготовці, організації та втіленні в життя програм і проєктів розвитку
- забезпеченням житлом і допомогою переміщених осіб, біженців і репатріантів з метою їхнього повернення та розселенням і розміщенням населення в зонах особливої державної турботи
- оновленням житла, об'єктів інфраструктури, громадських будівель та інших споруд, зруйнованих воєнними діями, в  районах, потерпілих у Вітчизняній війні
- лісівництвом, охороною лісів, регулюванням відносин у сфері лісового господарства та лісових угідь, що належать державі, обліком лісів і іншими реєстрами
- проведенням інспекцій у лісовому господарстві, виконанням Угоди про стабілізацію та асоціацію і проєктів програми CARDS та інших форм міжнародної допомоги та договорів у частині, що відноситься до лісового господарства
- визначенням відносин та умов виробництва, транспортування та використання лісового насіння і лісових саджанців, лісової екології, охорони лісів від стихійних лих та антропогенних порушень, пожеж, збереженням лісових генетичних ресурсів і лісового репродуктивного матеріалу
- полюванням, процесом створення та скасування державних мисливських угідь, програм вирощування і охорони тваринного світу та інспекційною діяльністю, пов'язаною з полюванням
- лісовою промисловістю, обліком потужностей для первинної переробки деревини, виробництвом целюлози, паперу та інших потужностей деревної промисловості, відстеженням та аналізом ринку виробів з деревини в ЄС і у світі, заохоченням використання поновлюваних джерел енергії у вигляді біомаси, поліпшення переробки і використання деревини та виробів з деревини
- визначенням національної політики в галузі управління водними ресурсами та координуванням водогосподарського розвитку з потребами економічного розвитку і процесом приєднанням до ЄС, а також укладенням і реалізацією міжнародних угод та інших договорів у галузі водного господарства, організацією та здійсненням проєктів з управління водними ресурсами
- управлінням водними ресурсами та водогосподарською системою, регулюванням водотоків та інших вод, а також захистом від шкідливої   дії води і льоду, захистом від ерозії, від повеней та охороною вод від забруднення моря з материка
- гідромеліорацією і зрошенням земель
- водопостачанням: забезпеченням населення питною водою, а суб'єктів господарювання — технічною, використанням водної енергії: плануванням та координацією розробки і будівництва громадських систем водопостачання та громадських каналізаційних систем, які представляють державний інтерес
- контрольними заходами в ділянці захисту від повеней, водокористування та охорони вод від забруднення.